# Greenville (Floride)
Pour les articles homonymes, voir Greenville.
Greenville est une ville américaine située dans le comté de Madison en Floride. Elle fait partie de la région de Big Bend.

## Démographie
| 1910 | 1920 | 1930 | 1940  | 1950  | 1960  |
| ---- | ---- | ---- | ----- | ----- | ----- |
| 751  | 668  | 904  | 1 114 | 1 163 | 1 318 |

| 1970  | 1980  | 1990 | 2000 | 2010 | - |
| ----- | ----- | ---- | ---- | ---- | - |
| 1 141 | 1 096 | 950  | 837  | 843  | - |

En 2010, sa population est de 837 habitants.

## Source de la traduction
- (en) Cet article est partiellement ou en totalité issu de l’article de Wikipédia en anglais intitulé « Greenville, Florida » (voir la liste des auteurs).